# Anisozyga albifimbria
Anisozyga albifimbria là một loài bướm đêm trong họ Geometridae.